# Wyżnica (rzeka)
Wyżnica (Wyżnianka, dawniej Stróża) – rzeka, prawy dopływ Wisły o długości 43,93 km i powierzchni dorzecza 508 km². 
Rzeka płynie na Wyżynie Lubelskiej, w województwie lubelskim. Wypływa na Wzniesieniach Urzędowskich, jej źródła znajdują się we wsi Słodków. Przepływa przez Kraśnik, Wyżnicę, Dzierzkowice, Rybitwy, a do Wisły uchodzi w Józefowie nad Wisłą. Jej prawymi dopływami są Urzędówka i Podlipie.

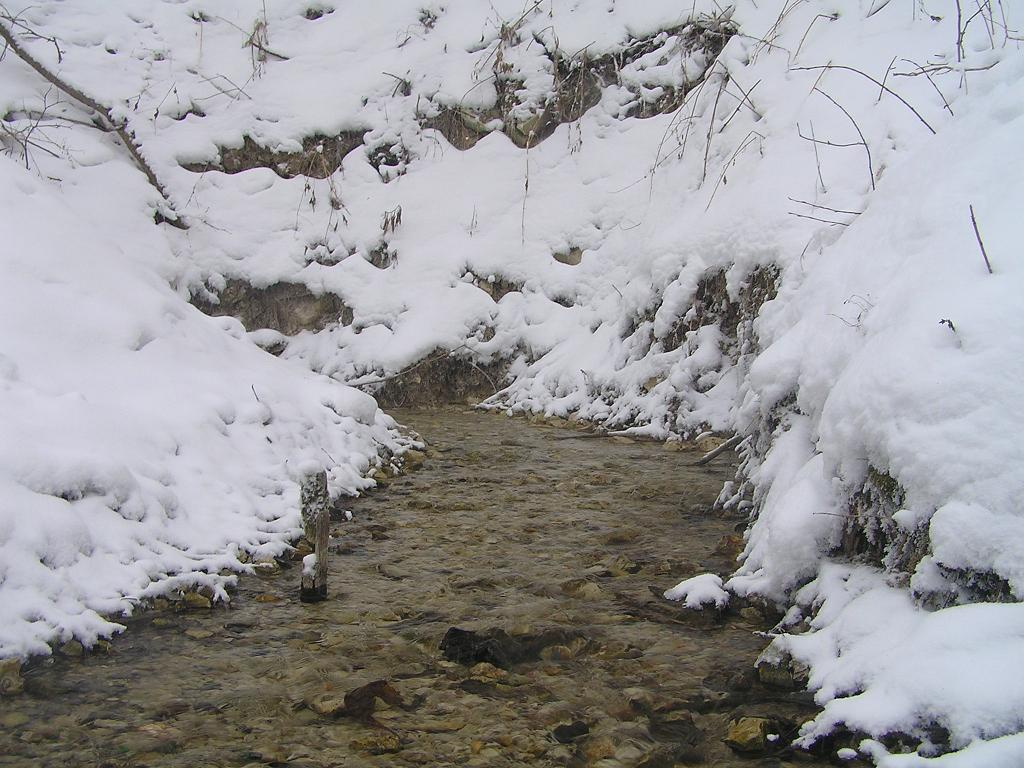
Źródło Wyżnicy w Słodkowie Trzecim